# Zemský okres Minden-Lübbecke
Zemský okres Minden-Lübbecke (německy Kreis Minden-Lübbecke) je zemský okres v německé spolkové zemi Severní Porýní-Vestfálsko, ve vládním obvodu Detmold. Sídlem správy zemského okresu je město Minden. Má přibližně 311 tisíc obyvatel. 

## Města a obce
| Města: 1. Bad Oeynhausen 2. Espelkamp 3. Lübbecke 4. Minden 5. Petershagen 6. Porta Westfalica 7. Preußisch Oldendorf 8. Rahden | Obce: 1. Hille 2. Hüllhorst 3. Stemwede |